# Johann Jacob Grasser der Jüngere
Johann Jacob Grasser der Jüngere (* 1610 in Basel; † 1671) war ein Schweizer Theologe und wie sein gleichnamiger Vater Johann Jacob Grasser der Ältere war er Comes Palatinus also ein Hofpfalzgraf mit entsprechenden administrativen und richterlichen Befugnissen.
Als Theologe war er Pfarrer in der Weterau, 1638 Pfarrer zu Jonschwil, Kilchberg und Leutisburg, 1641 Pfarrer zu Gais im Kanton Appenzell, 1647 Feldprediger im Regiment Montet in königlich französischen Diensten, dann Pfarrer in Diez und zuletzt Pfarrer zu Bielstein.

## Erhaltene Urkunden und Dokumente
Im Staatsarchiv Basel-Stadt werden über 50 Urkunden, die Johann Jacob Grasser ausgestellt hat, aufbewahrt, anbei exemplarisch zwei Beispiele:
- Privatarchiv 71, Dez. 1640: Johann Jacob Grasser, Ritter, comes palatinus und gefreiter Bürger durch das ganze römische Reich, verleiht auf grund der ihm zustehenden Privilegien dem Johannes Gmünder und dessen Sohne Samuel Gmünder, beide Landleute und Diener am h. Wort Gottes im Land Appenzell der äussern Rhoden, einen Wappenbrief[1].

- Privatarchiv 71, Apr. 1646: Johann Jacob Grasser, Ritter, comes palatinus und gefreiter Bürger durch das ganze römische Reich, creiert den Hans Heinrich Eglinger, Bürger und Salzschreiber zu Basel, vor genannten Zeugen zu einem kaiserlichen geschworenen Notar, offenen Schreiber und Richter[2].

Als Theologe hielt Johann Jacob Grasser einige besondere Predigten, die auch als Schriften veröffentlicht wurden, zum Beispiel:
- Wahrhaftes Interesse christlicher Fürsten und aller auserwählten Gläubigen, Hiob XIX, 25–27, Frankfurt 1665[3]
- Leichenpredigt für Prinz  Wilhelm II. von Oranien (1626–1650) gehalten von Johann Grasser. Die Predigt ist ein wichtiger historischer Text, der Einblicke in die damalige Sichtweise auf den Prinzen und seine Rolle im niederländischen Staat gibt.[3]